# Silent Hill (film)
Silent Hill – kanadyjsko-francuski horror z 2006 roku w reżyserii Christophe’a Gansa, oparty na scenariuszu Rogera Avary’ego. Ekranizacja serii gier pod tym samym tytułem, w szczególności części pierwszej wydanej przez Konami na konsolę PlayStation w 1999 roku. Filmowy Silent Hill oparty jest głównie na elementach z trzech pierwszych części gier, dodatkowo zawiera utwór „Wounded Warsong” z części czwartej. Gra Silent Hill: Homecoming, wydana dwa lata po premierze filmu, zawiera wiele elementów odnoszących się do filmu.

## Opis
Główną bohaterką filmu jest Rose Da Silva, matka chorej Sharon. Podczas koszmarów dziewczynka powtarza regularnie nazwę tajemniczego miasta Silent Hill. Rose wraz z dzieckiem postanawia wybrać się do tej miejscowości, mając nadzieję, że Sharon przestaną śnić się koszmary. Sprzeciwia się temu jej mąż Chris, wyraźnie zaniepokojony sennymi majaczeniami córki. Jego obawy sprawdzają się – Rose, wraz z policjantką Cybil Bennett, zostaje uwięziona w Silent Hill, a Sharon znika. Chris nie zaprzestaje poszukiwań żony i odkrywa coraz to nowsze tajemnice dotyczące miasteczka. Dowiaduje się również o przeszłości swojej adoptowanej córki oraz poznaje jej powiązanie z Silent Hill.

## Obsada
- Radha Mitchell – Rose Da Silva
- Sean Bean – Christopher Da Silva
- Jodelle Ferland – Sharon Da Silva / Alessa Gillespie / Mroczna Alessa
- Laurie Holden – Cybil Bennett
- Alice Krige – Christabella
- Deborah Kara Unger – Dahlia Gillespie
- Kim Coates – Oficer Thomas Gucci
- Tanya Allen – Anna
- Lorry Ayers – Dorosła Alessa Gillespie
- Roberto Campanella – Red Pyramid (Czerwona Piramida) / Woźny Colin
- Michael Cota – Armless Man (Bezręki Człowiek)
- Yvonne Ng – Grey Child (Szare Dziecko)
- Emily Lineham – Red Nurse (Czerwona Pielęgniarka)

## Produkcja
Christophe Gans przez pięć lat usiłował otrzymać prawa do ekranizacji gry Silent Hill od Konami Corporation. Wysłał spółce film wideo, na którym dokładnie wyjaśnił wydawcom, jakie są jego plany dotyczące adaptacji, oraz jak ważna jest dla niego gra. Producenci byli pod dużym wrażeniem i przyznali Gansowi prawa do ekranizacji. Konami Japan i Team Silent, zespoły odpowiedzialne za rozwój serii gier Silent Hill, zostały bezpośrednio zaangażowane w realizację filmu już na etapie preprodukcji. Gans i Roger Avary rozpoczęli prace nad scenariuszem w 2004 roku.
Produkcja filmu ruszyła w grudniu 2004. Zdjęcia realizowano w okresie od 27 kwietnia do 22 lipca 2005 roku w Kanadzie − w miastach prowincji Ontario, choć także na terenie Nowego Brunszwiku i Manitoby. Lokacje obejmowały plenery miejscowości Brampton, Brantford, St. Thomas, Hamilton, Winnipeg, Burford oraz St. George, materiał realizowano również w halach nagraniowych Toronto Film Studios i Farewell Studios (Oshawa). Budżet filmu przekraczał pięćdziesiąt milionów dolarów.
Projekt kręcono głównie w formacie Super 35. Wyjątkiem były sceny osadzone w ciemności, które sfilmowano w systemie high-definition video.

## Nagrody i wyróżnienia
- 2006, Australian Film Institute:
  - nominacja do Międzynarodowej Nagrody Filmowej w kategorii najlepsza aktorka (nominowana: Radha Mitchell)
- 2006, Golden Trailer Awards:
  - nominacja do nagrody Golden Trailer w kategorii najlepszy horror
- 2006, Teen Choice Awards:
  - nominacja do nagrody Teen Choice w kategorii najlepszy thriller
- 2007, Directors Guild of Canada:
  - nominacja do nagrody DGC Craft w kategorii najlepszy dźwięk − film kinowy (Jane Tattersall, David McCallum, Kathy Choi, Roderick Deogrades, Mark Shnuriwsky, Kevin Banks, Jill Purdy, Mishann Lau)

## Wydania DVD

### Polska
Dystrybutorem filmu w Polsce jest firma Monolith Films. Wydanie zawiera materiały dodatkowe, przygotowane przez wydawcę. Film wydany jest w oryginalnym kinowym aspekcie 2,35.1. Na płycie znajdują się również dwie ścieżki dźwiękowe − angielska oraz polska (lektor) DD5.1.

### Świat
Podstawowe wydanie DVD filmu Silent Hill na świecie zawiera godzinny materiał Path of Darkness: Making Silent Hill, na który składają się filmy dokumentalne przedstawiające poszczególne etapy pracy nad obrazem. Dodatkowo na płycie znaleźć można zwiastuny, spoty telewizyjne czy też fotosy z filmu (wydanie brytyjskie).
Istnieją również bogatsze w dodatki wydania, np. edycja francuska czy specjalna pięciopłytowa wersja wydana tylko w Japonii − oprócz standardowych materiałów, na dwóch płytach znaleźć można m.in. wywiad z Akira Yamaoką oraz porównanie gry z filmem.

## Różnice między grą a filmem
- Bohaterem pierwszej części gry, na której opiera się fabuła filmu, jest mężczyzna – Harry Mason, zaś bohaterem filmu jest kobieta – Rose Da Silva.
- Postać Piramidogłowego nie pojawia się w żadnej grze opartej na historii Alessy Gillespie.
- Osobowości postaci i historie niektórych bohaterów uległy diametralnej zmianie: Alessa w grze została spalona przez Dahlię w swoim własnym domu, a w filmie została spalona przez sektę, podczas gdy Dahlia próbowała ją ocalić; w grze Dahlia próbowała poświęcić córkę dla narodzin Boga, w filmie stała się ofiarą sekty która spaliła jej córkę; filmowa Cybil Bennett jest nieufna i przez pewien czas żywi urazę wobec głównej bohaterki, podczas gdy jej odpowiednik z gry jest w stosunku do głównego bohatera miła i wyraża chęć pomocy już po pierwszym spotkaniu.
- Na końcu gry Harry Mason ratuje z masakry niemowlę, podczas gdy Rose z masakry ratuje Sharon w swej obecnej postaci.